# Méthode du gradient biconjugué
En mathématiques, plus spécifiquement en analyse numérique, la méthode du gradient biconjugué est un algorithme permettant de résoudre un système d'équations linéaires
{\displaystyle Ax=b.\,}
Contrairement à la méthode du gradient conjugué, cet algorithme ne nécessite pas que la matrice {\displaystyle A} soit auto-adjointe, en revanche, la méthode requiert des multiplications par la matrice adjointe {\displaystyle A^{*}}.

## L'algorithme
1. Choisir {\displaystyle x_{0}}, {\displaystyle y_{0}}, un préconditionneur régulier {\displaystyle M} (on utilise fréquemment {\displaystyle M^{-1}=1}) et {\displaystyle c};
2. {\displaystyle r_{0}\leftarrow b-Ax_{0},s_{0}\leftarrow c-A^{*}y_{0}\,};
3. {\displaystyle d_{0}\leftarrow M^{-1}r_{0},f_{0}\leftarrow M^{-*}s_{0}\,};
4. for {\displaystyle k=0,1,\dots \,} do
5. {\displaystyle \alpha _{k}\leftarrow {s_{k}^{*}M^{-1}r_{k} \over f_{k}^{*}Ad_{k}}\,};
6. {\displaystyle x_{k+1}\leftarrow x_{k}+\alpha _{k}d_{k}\,} {\displaystyle \left(y_{k+1}\leftarrow y_{k}+{\overline {\alpha _{k}}}f_{k}\right)\,};
7. {\displaystyle r_{k+1}\leftarrow r_{k}-\alpha _{k}Ad_{k}\,}, {\displaystyle s_{k+1}\leftarrow s_{k}-{\overline {\alpha _{k}}}A^{*}f_{k}\,} ({\displaystyle r_{k}=b-Ax_{k}} et {\displaystyle s_{k}=c-A^{*}y_{k}} sont le résidus);
8. {\displaystyle \beta _{k}\leftarrow {s_{k+1}^{*}M^{-1}r_{k+1} \over s_{k}^{*}M^{-1}r_{k}}\,};
9. {\displaystyle d_{k+1}\leftarrow M^{-1}r_{k+1}+\beta _{k}d_{k}\,}, {\displaystyle f_{k+1}\leftarrow M^{-*}s_{k+1}+{\overline {\beta _{k}}}f_{k}\,}.

## Discussion
La méthode est numériquement instable, mais on y remédie par la méthode stabilisée du gradient biconjugué (en), et elle reste très importante du point de vue théorique : on définit l'itération par {\displaystyle x_{k}:=x_{j}+P_{k}A^{-1}\left(b-Ax_{j}\right)} et {\displaystyle y_{k}:=y_{j}+A^{-*}P_{k}^{*}\left(c-A^{*}y_{j}\right)} ({\displaystyle j<k}) en utilisant les projections suivantes :
{\displaystyle P_{k}:=\mathbf {u_{k}} \left(\mathbf {v_{k}} ^{*}A\mathbf {u_{k}} \right)^{-1}\mathbf {v_{k}} ^{*}A},
Avec {\displaystyle \mathbf {u_{k}} =\left(u_{0},u_{1},\dots u_{k-1}\right)} et {\displaystyle \mathbf {v_{k}} =\left(v_{0},v_{1},\dots v_{k-1}\right)}. On peut itérer les projections elles-mêmes, comme
{\displaystyle P_{k+1}=P_{k}+\left(1-P_{k}\right)u_{k}\otimes {v_{k}^{*}A\left(1-P_{k}\right) \over v_{k}^{*}A\left(1-P_{k}\right)u_{k}}}.
Les nouvelles directions de descente {\displaystyle d_{k}:=\left(1-P_{k}\right)u_{k}} et {\displaystyle f_{k}:=\left(A\left(1-P_{k}\right)A^{-1}\right)^{*}v_{k}} sont alors orthogonales aux résidus : {\displaystyle v_{i}^{*}r_{k}=f_{i}^{*}r_{k}=0} et {\displaystyle s_{k}^{*}u_{j}=s_{k}^{*}d_{j}=0}, qui satisfont aux mêmes {\displaystyle r_{k}=A\left(1-P_{k}\right)A^{-1}r_{j}} et {\displaystyle s_{k}=\left(1-P_{k}\right)^{*}s_{j}}({\displaystyle i,j<k}).
La méthode du gradient biconjugué propose alors le choix suivant :
{\displaystyle u_{k}:=M^{-1}r_{k}} et {\displaystyle v_{k}:=M^{-*}s_{k}}.
Ce choix particulier permet alors d'éviter une évaluation directe de {\displaystyle P_{k}} et {\displaystyle A^{-1}}, et donc augmenter la vitesse d'exécution de l'algorithme.

## Propriétés
- Si {\displaystyle A=A^{*}} est auto-adjointe, {\displaystyle y_{0}=x_{0}} et {\displaystyle c=b}, donc {\displaystyle r_{k}=s_{k}}, {\displaystyle d_{k}=f_{k}}, et la méthode du gradient conjugué produit la même suite {\displaystyle x_{k}=y_{k}}.

- En dimensions finies {\displaystyle x_{n}=A^{-1}b}, au plus tard quand {\displaystyle P_{n}=1} : La méthode du gradient biconjugué rend la solution exacte après avoir parcouru tout l'espace et est donc une méthode directe.

- La suite produite par l'algorithme est biorthogonale (en) : {\displaystyle f_{i}^{*}Ad_{j}=0} et {\displaystyle s_{i}^{*}M^{-1}r_{j}=0} pour {\displaystyle i\neq j}.

- SI {\displaystyle p_{j'}} est un polynôme avec {\displaystyle deg\left(p_{j'}\right)+j<k}, alors {\displaystyle s_{k}^{*}p_{j'}\left(M^{-1}A\right)u_{j}=0}. L'algorithme est donc composé de projections sur des sous-espaces de Krylov ;

- SI {\displaystyle p_{i'}} est un polynôme avec {\displaystyle i+deg\left(p_{i'}\right)<k}, alors {\displaystyle v_{i}^{*}p_{i'}\left(AM^{-1}\right)r_{k}=0}.

- (en) Cet article est partiellement ou en totalité issu de l’article de Wikipédia en anglais intitulé « Biconjugate gradient method » (voir la liste des auteurs).